# Rodolpho Paciornik
Rodolpho Goldstein Paciornik (Santa Cruz do Sul, 2 de junho de 1917 — 16 de fevereiro de 2010) foi um médico proctologista e cirurgião geral brasileiro. Rodolpho era primo-irmão de Moysés Paciornik. 

## Formação
Formou-se em medicina em 1939 pela Faculdade de Medicina da Universidade Federal do Paraná e cursos de extensão universitária nas áreas de ginecologia e proctologia na Temple University School of Medicine, na Philadelphia, e  gastroenterologia, na New York Polyclinic and Medical School em Nova Yorque. Além de proctologia e cirurgia geral no Hospital de La Salpêtrière em Paris.

## Vida profissional
- Médico adjunto da Santa Casa de Misericórdia de Curitiba;
- Médico da Clínica Cirúrgica da Faculdade de Medicina da Universidade Federal do Paraná;
- Cirurgião concursado do Instituto de Aposentadoria e Pensões dos Comerciários;

## Entidades a que pertenceu
- Colégio Internacional de Cirurgiões;
- Associação Médica do Paraná;
- Academia Paranaense de Medicina;
- Associação Médica Brasileira.

## Atuação literária
Autor do “Dicionário Médico”, primeiro dicionário médico brasileiro; é uma publicação de termos médicos em língua portuguesa.
Rodolpho Paciornik morreu em 16 de fevereiro de 2010 de complicações respiratórias de correntes de um AVC.